# 고르곤 전투순양함
고르곤 전투순양함(영어:Gorgon-Class Battlecruiser)은 스타크래프트 2 종족인 테란의 유닛이다. 스타크래프트 2의 캠페인과 협동전에서만 등장하는 유닛이다.

## 특징
고르곤 전투순양함은 스타크래프트 2에서 새롭게 추가된 유닛으로 일반 전투순양함의 강화형인 유닛이자 테란의 강력한 최종 병기인 유닛이다. 고르곤 전투순양함은 스타크래프트 2의 캠페인과 협동전에서 나오는 설정에선 테란의 최신형 전투순양함이란 설정으로 등장하며 공격 속도는 일반 전투순양함보다 느리지만 대신 기본적인 능력치가 일반 전투순양함보다 월등히 높은 유닛이다. 고르곤 전투순양함의 능력치는 체력:3000, 기본 방어력:6, 공대지 레이저 포대 공격력:15의 기본 공격력에 구조물을 상대론 25의 추가 피해를 주는 능력치를 가지고 있기 때문에 일반 전투순양함보다 능력치가 높은 유닛이다. 고르곤 전투순양함은 특수한 상황에서만 생산이 가능하기 때문에 인구수가 들어가지 않는다. 고르곤 전투순양함을 특수한 상황에서 생산하게 될 때에 필요한 자원과 생산 시간은 광물:500, 가스:500, 생산 시간:100초가 된다. 고르곤 전투순양함은 야마토 포라는 강력한 공격 마법 기술을 사용할 수 있으며 스타크래프트 2의 캠페인과 협동전에서는 테란과 저그의 미션에서 등장하는 유닛이 된다.

## 같이 보기
- 스타크래프트
- 테란